# 死亡客栈
《死亡客栈》是1988年上映的一部电影，由徐纪宏执导。该作根据朱羽的同名小说进行改编。该作主要讲述的是一群人为了寻找财宝而相互争斗的故事。

## 電影內容
三个盗贼盗取了一些财物，然而之后这三个盗贼中的其中两个死亡，另外一个盗贼于是把宝藏藏到了一个自认为安全的地方，并计划未来在某个时候把宝藏分给其同伙的后代来赎罪。
然而多年之后藏宝藏的地方被改成了一家客栈，并且财宝的事情也同时被很多人知道，于是很多人为得到宝藏，纷纷的来到了客栈。
而之前的那个盗贼也来到客栈，并且还意外的遇到了曾经同伙的后人，一个希望能独吞财宝，一个却希望把宝藏还给失主从而来代替父辈赎罪。
然而最后，这些人却纷纷死于争斗中……

## 演员表
- 黄国强
- 王强
- 朱永济
- 何麟

## 備註
1. ↑  陈墨. . 2005年.
2. ↑  朱羽. . 皇冠出版社. 1976年.
3. ↑  . 1994年.
4. ↑  . 1996年.
5. ↑  章柏青,  贾磊磊. . 2006年.
6. ↑  杨金福. . 2006年.

## 外部連結
- 豆瓣电影上《死亡客栈》的資料 （简体中文）
- 互联网电影数据库（IMDb）上《死亡客栈》的资料（英文）